# Ejecuciones de los buques España 3 y Sil
Las ejecuciones de los buques-prisión España nº3 y Río Sil fueron una serie de asesinatos ocurridos en agosto de 1936 en el Arsenal de Cartagena, en los comienzos de la Guerra Civil Española y que dejaron cerca de 210 muertos.

## Historia

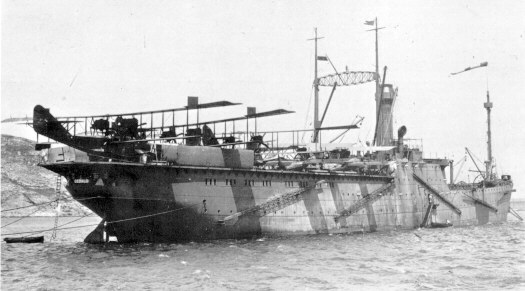
Un buque fondeado en el puerto de Cartagena en 1920.

### Antecedentes
El 30 de junio de 1936 los buques  España n.º3 y  España n.º5 fueron regularizados en el servicio. Estaba en la Base Naval de Cartagena tras el intento de golpe de Estado del 17 de julio. Entre los días 19 y 20 de julio fueron detenidos y sustituidos los mandos principales del puerto, que eran el Jefe de la Base Naval, vicealmirante Francisco Márquez Román, y el segundo jefe de la Base y jefe del Arsenal, contraalmirante Camilo Molins Carreras. En el mismo acto fue nombrado por un concejal del Ayuntamiento de Cartagena, Alejandro del Castillo Roda, un nuevo Jefe de la Base Naval, el teniente de navío Antonio Ruiz González y se proclamó Jefe del Arsenal al auxiliar segundo maquinista Manuel Gutiérrez Pérez, ratificados en sus cargos por el Ministerio de Marina en Madrid.
El 21 de julio fueron detenidos en la base aérea de San Javier los jefes y oficiales de los barcos y dependencias de la misma. Con los marinos fueron detenidos algunos jefes y oficiales del Ejército que se hallaban en los castillos. Los prisioneros fueron encarcelados en las bodegas de los barcos Río Sil y España número 3, entre otros, permaneciendo allí hasta el final de los acontecimientos.
Tras el inicio de la Guerra Civil Española a finales de julio, el acorazado republicano Jaime I, fondeado en el puerto de Málaga fue bombardeado el 12 de julio; esto fue respondido con la formación de un improvisado tribunal que juzgó y condenó a muerte a diez oficiales detenidos por haber intentado sublevarse el 19 de julio, que fueron inmediatamente fusilados en la noche del 12 al 13 de agosto. Los hechos ocurrieron en alta mar cuando el barco iba rumbo a la base naval de Cartagena para ser reparado y la marinería se amotinó exigiendo su ejecución.

### Asesinatos

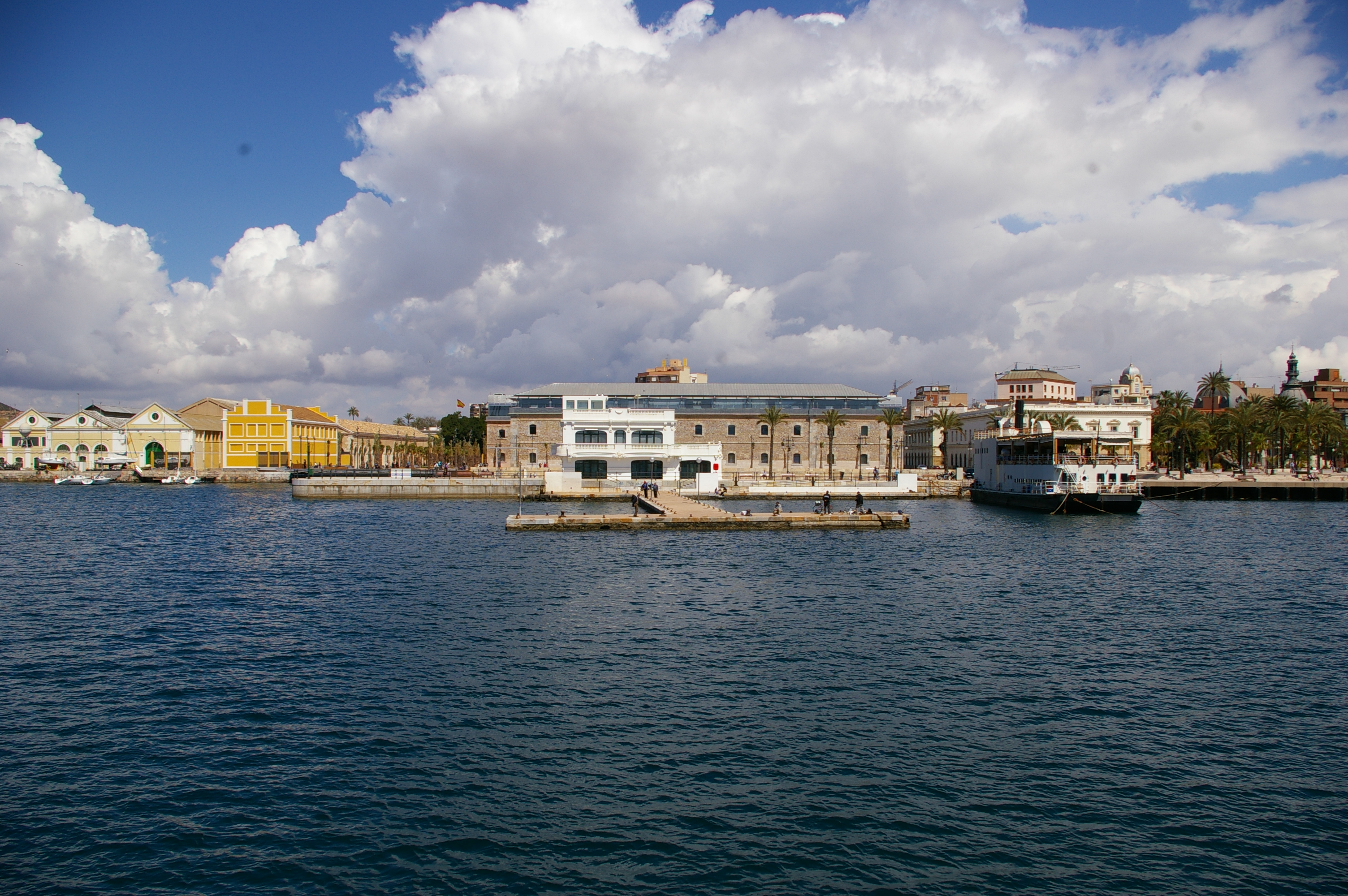
Puerto de Cartagena en 2010, 74 años después de los incidentes.

Entre los días 13 y 14 de agosto llegó a la base naval de Cartagena el acorazado Jaime I. Para entonces, los presos llevaban casi un mes de confinamiento en la bodega de los buques. Poco después, los barcos-prisión zarparon del puerto y los presos fueron asesinados en alta mar entre el 15 de agosto y el 16 de agosto. El total se produjeron 52 muertes en el Río Sil y 159 en el España número 3. Otras fuentes barajan la cifra de 214 muertos.
Se ha afirmado que el asesinato de estos prisioneros respondió al clima de exaltación y crispación reinante en contra de los sublevados y al bombardeo aéreo previo del susodicho acorazado republicano Jaime I, así como que contó con un apoyo significativo por parte de masas populares.
Según el historiador Michael Alpert, en el caso del Sil los prisioneros fueron arrojados vivos al mar lastrados con grilletes. También según este historiador los dos buques prisión no fueron asaltados sino que recibieron la orden del nuevo comandante del Arsenal, Manuel Gutiérrez Pérez, de salir al mar para poner a salvo a los presos a causa del asesinato en la calle la noche anterior de diez oficiales que habían sido desembarcados para conducirlos al penal en espera de ser juzgados.
De acuerdo con la versión que circuló en la zona sublevada, el comandante del España número 3 envió una comunicación al jefe del Arsenal tras el regreso del buque:

«Tengo el honor de poner en su conocimiento que a las dos horas treinta minutos de hoy salió este buque a la mar para dar cumplimiento a la orden muy urgente de usted, que así lo dispuso. Hallándose este buque fondeado en la bahía, como en días anteriores, pude notar en la dotación cierto nerviosismo, del que en distintas ocasiones he tenido que dar cuenta, a usted por parecerme en algún momento peligroso para la seguridad de los detenidos. En el día de ayer, con motivo de la llegada a este puerto del «Jaime I», averiado y con muertos y heridos por bombardeo aéreo, se observó una mayor indignación en las personas que presenciaban cuantas operaciones se hacían en el citado acorazado y que pedían noticias de lo sucedido. Una vez en el mar, la indignación subió de punto, pidiendo que se hiciera justicia más rápida con los detenidos, porque según ellos lo que se pretendía era substraer a los presos a un castigo ejemplar, ya que no se había tomado una resolución acerca del juicio sumarísimo. Tuve que intervenir, recomendándoles calma y diciéndoles que ya estaban actuando los jueces, pero esto, lejos de calmarles, los excitó más, hasta el punto de que perdí el control sobre ellos. Armados como estaban y con una superioridad numérica manifiesta, me era imposible hacer nada que pudiera evitar sus propósitos. Cuando llevábamos navegando unas cinco millas hacia el Sur con cien grados al Este, fuimos obligados a poner el barco a media marcha. En estos momentos procedieron a llamar a cubierta a las personas detenidas, y colocándolas en la banda de estribor, eran fusiladas por grupos y luego lanzadas al agua con unos pesos en los pies. Cumplidos sus propósitos, después de baldear la cubierta, decidimos volver al puerto, a lo que ellos no se opusieron, marchando el barco entre aplausos, vivas y mueras significativos, de la dotación del «Jaime I», al arsenal donde se produjeron las ovaciones y gritos cuando pasaba frente a los talleres de la Sociedad Española de Construcción Naval y hallándose los muelles y arsenal completamente ocupados por operarios y marineros».

En la zona sublevada las víctimas de estos hechos fueron objeto de reiterados homenajes.